# Wojciech Woźniak (piłkarz)
Wojciech Woźniak (ur. 19 marca 1934 w Warszawie, zm. 7 sierpnia 2022) – polski piłkarz, występujący na pozycji obrońcy.

## Życiorys
W trakcie kariery piłkarskiej występował w Gwardii Warszawa. Zdobył z klubem wicemistrzostwo Polski i w sezonie 1957/1958 uczestniczył w Pucharze Europy Mistrzów Klubowych, w którym jego klub odpadł w rundzie wstępnej z Wismut Karl-Marx-Stadt. W barwach Gwardii rozegrał 171 spotkań w I lidze, zdobywając 6 goli.

## Statystyki ligowe
| Sezon     | Klub             | Liga    | Mecze | Gole |
| --------- | ---------------- | ------- | ----- | ---- |
| 1957      | Gwardia Warszawa | I liga  | 22    | 0    |
| 1958      | Gwardia Warszawa | I liga  | 22    | 0    |
| 1959      | Gwardia Warszawa | I liga  | 15    | 0    |
| 1960      | Gwardia Warszawa | I liga  | 11    | 0    |
| 1961      | Gwardia Warszawa | II liga | ?     | ?    |
| 1962      | Gwardia Warszawa | I liga  | 14    | 0    |
| 1962/1963 | Gwardia Warszawa | I liga  | 25    | 1    |
| 1963/1964 | Gwardia Warszawa | I liga  | 26    | 3    |
| 1964/1965 | Gwardia Warszawa | I liga  | 25    | 2    |
| 1965/1966 | Gwardia Warszawa | I liga  | 11    | 0    |